# Calamaria muelleri
Calamaria muelleri — вид змій родини полозових (Colubridae). Ендемік Індонезії. Вид названий на честь швейцарського зоолога Фріца Мюллера.

## Поширення і екологія
Calamaria muelleri мешкають в горах у південній і центральній частинах Сулавесі. Вони живуть у вологих гірських тропічних лісах, серед опалого листя.